# Haus Steinmetz
Haus Steinmetz ist ein Wohnhaus im Stadtteil Serkowitz der sächsischen Stadt Radebeul, in der Rosenstraße 11. Es wurde 1907 von Max Steinmetz (* 1867 in Schöten; † 13. Januar 1911 in Radebeul) für sich selbst als Wohnsitz entworfen und durch die Baufirma Gebrüder Ziller errichtet, bei der Steinmetz zu jener Zeit als Architekt und Technischer Leiter arbeitete.

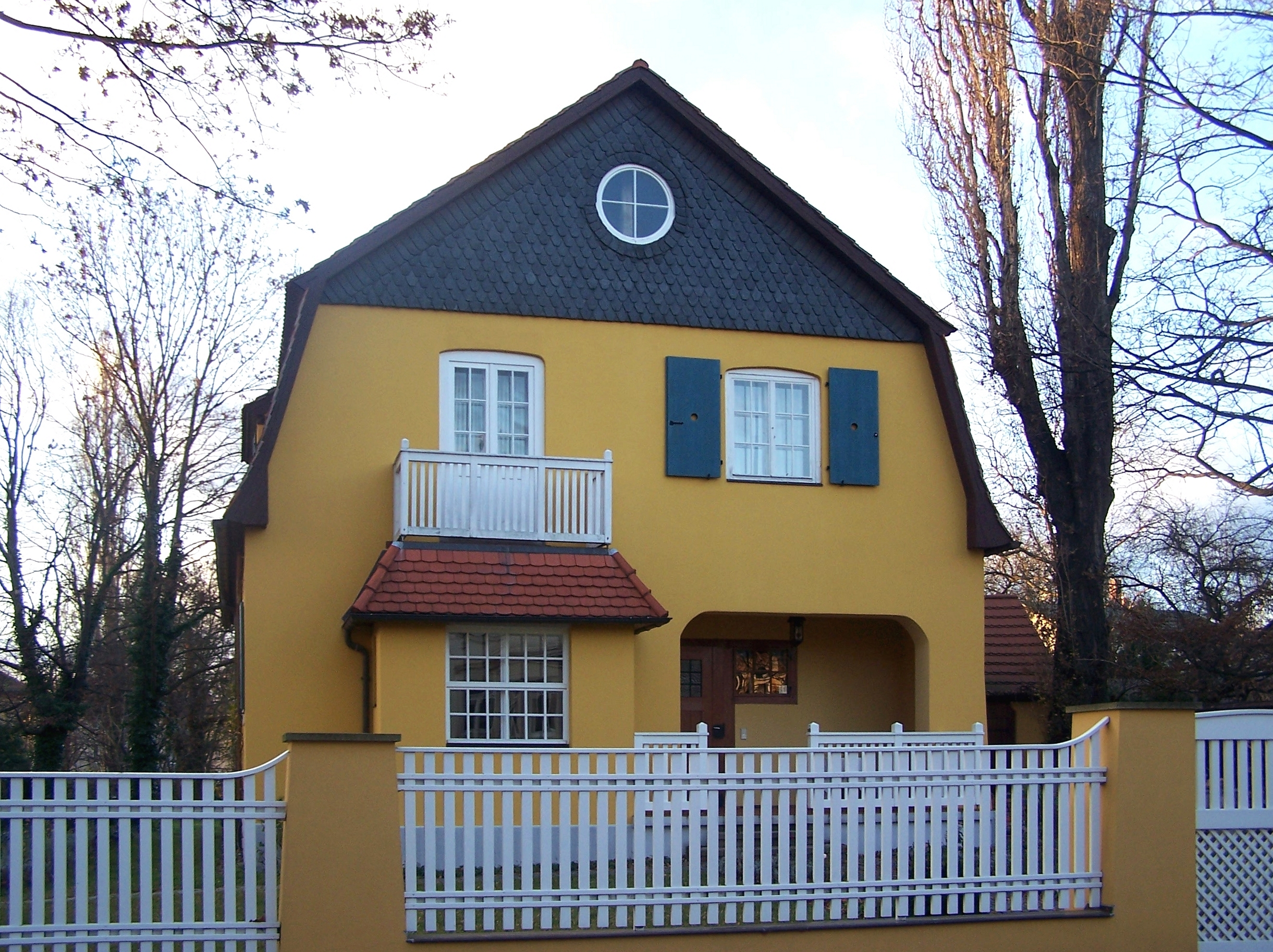
Haus Steinmetz

## Beschreibung
Das eingeschossige, mit Einfriedung unter Denkmalschutz stehende kleine Landhaus steht auf einem Grundstück mit altem Baumbestand.
Es hat ein hohes, ausgebautes Mansard-Satteldach mit einer Schleppgaube zur Südseite zum Garten; der Giebel zeigt zur Straße. In der Straßenansicht befindet sich auf der rechten Seite eine loggiaartige Nische mit dem Eingang, davor eine Terrasse mit Holzgitter und Freitreppe. Links davon steht im Erdgeschoss ein kleiner Standerker mit einem angewalmten Dach, obenauf ein Austritt aus dem Dachgeschoss mit Holzgitter. Die Giebelspitze ist im Gegensatz zu den Ziegeldächern verschiefert, darin findet sich ein Rundfenster. Auf der nördlichen Traufseite befindet sich rechts ein risalitartiger Zugangsvorbau mit Satteldach, an den sich ein kleiner Schuppen mit Satteldach anschließt.
Der schliche Putzbau steht auf einem Putzsockel, die Fassaden sind ungegliedert, die Fenster haben eine kleingliedrige Sprossenteilung sowie Klappläden auf den Sonnenseiten. Auf der Südseite befinden sich Rankgitter.
Die Einfriedung erfolgt über Holzzaunfelder zwischen glatt verputzten Mauerwerkspfeilern auf ebensolchen Sockeln.

## Einordnung
Die Typisierung des Gebäudes geht von „Landhaus“ über „kleines Wohnhaus“ bis hin zu „Mietshaus“, was in Anbetracht der Entstehung als Steinmetz’ eigenes Wohnhaus am wenigsten zutreffend sein dürfte. Jedoch verstarb der Architekt Steinmetz bereits 1911, womit sich möglicherweise ein Hinweis auf das weitere Schicksal des Gebäudes verbindet.
Die Stilisierung des Gebäudes wird bei Helas als „Landhaus im entschiedenen Heimatstil süddeutscher Prägung“ vorgenommen, wobei vermutlich aufgrund der häufigeren Verwendung im Zusammenhang Heimatschutzstil gemeint sein dürfte. Bei Hänsel und Hänsel erfolgt die Stilisierung als Reformbaukunst mit der Anmerkung „erinnert an die Bauten in Hellerau“, wobei Steinmetz allerdings zwei Jahre vor der Gründung der Gartenstadt Hellerau sein eigenes Wohnhaus baute.